# 崇凝镇
崇凝镇，又作崇宁镇，是中华人民共和国陕西省渭南市临渭区下辖的一个乡镇级行政单位，处于秦岭山北麓，渭南市东塬（长寿原或长稔塬）。

## 行政区划
崇凝镇下辖以下地区：
崇凝村、樊庄村、郭村、王尧村、严家村、隐村、五星村、靳尚村、线王村、冯家村、郭向村、宋家村、申田村、田村寺村、花庙村、杈张村、左家村、尹家村、斗田村、徐村、仁村、小官村、小官堡村、段村和昝王村。